# Crandall (Texas)
Crandall è un centro abitato degli Stati Uniti d'America situato nella contea di Kaufman dello Stato del Texas.
La popolazione era di 2.858 persone al censimento del 2010.

## Geografia fisica
Crandall è situata a 32°37′39″N 96°27′12″W (32.627407, -96.453276).
Secondo lo United States Census Bureau, ha un'area totale di 2,8 miglia quadrate (7,3 km²).

## Società

### Evoluzione demografica
Secondo il censimento del 2000, c'erano 2.774 persone, 881 nuclei familiari e 740 famiglie residenti nella città. La densità di popolazione era di 976,4 persone per miglio quadrato (377,1/km²). C'erano 914 unità abitative a una densità media di 321,7 per miglio quadrato (124,3/km²). La composizione etnica della città era formata dall'89,40% di bianchi, il 3,82% di afroamericani, lo 0,61% di nativi americani, lo 0,18% di asiatici, il 4,58% di altre razze, e l'1,41% di due o più etnie. Ispanici o latinos di qualunque razza erano il 7,21% della popolazione.
C'erano 881 nuclei familiari di cui il 54,7% aveva figli di età inferiore ai 18 anni, il 67,9% aveva coppie sposate conviventi, il 12,7% aveva un capofamiglia femmina senza marito, e il 15,9% erano non-famiglie. Il 13,4% di tutti i nuclei familiari erano individuali e il 5,6% aveva componenti con un'età di 65 anni o più che vivevano da soli. Il numero di componenti medio di un nucleo familiare era di 3,15 e quello di una famiglia era di 3,44.
La popolazione era composta dal 34,8% di persone sotto i 18 anni, l'8,4% di persone dai 18 ai 24 anni, il 32,6% di persone dai 25 ai 44 anni, il 17,9% di persone dai 45 ai 64 anni, e il 6,3% di persone di 65 anni o più. L'età media era di 31 anni. Per ogni 100 femmine c'erano 97,6 maschi. Per ogni 100 femmine dai 18 anni in giù, c'erano 90,9 maschi.
Il reddito medio di un nucleo familiare era di 56.033 dollari e quello di una famiglia era di 61.250 dollari. I maschi avevano un reddito medio di 37.969 dollari contro i 31.078 dollari delle femmine. Il reddito pro capite era di 20.381 dollari. Circa l'1,9% delle famiglie e il 2,9% della popolazione erano sotto la soglia di povertà, incluso l'1,9% di persone sotto i 18 anni e l'8,5% di persone di 65 anni o più.